# Nederlands kampioenschap beachvolleybal indoor

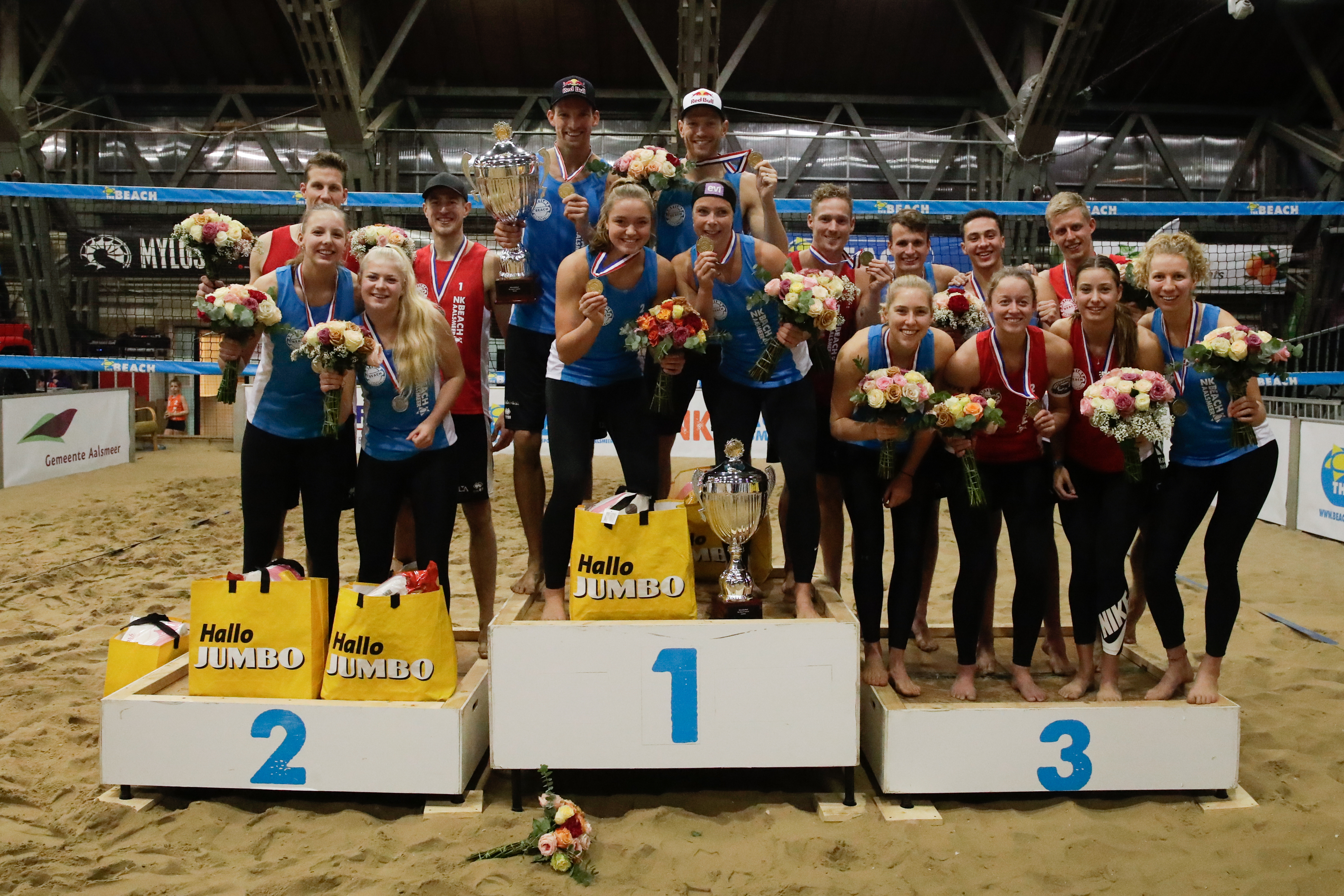
Het podium van het laatste NK indoor Beachvolleybal 2019 met de kampioenen Emi van Driel en Madelijn Meppelink en Alexander Brouwer en Robert Meeuwsen.

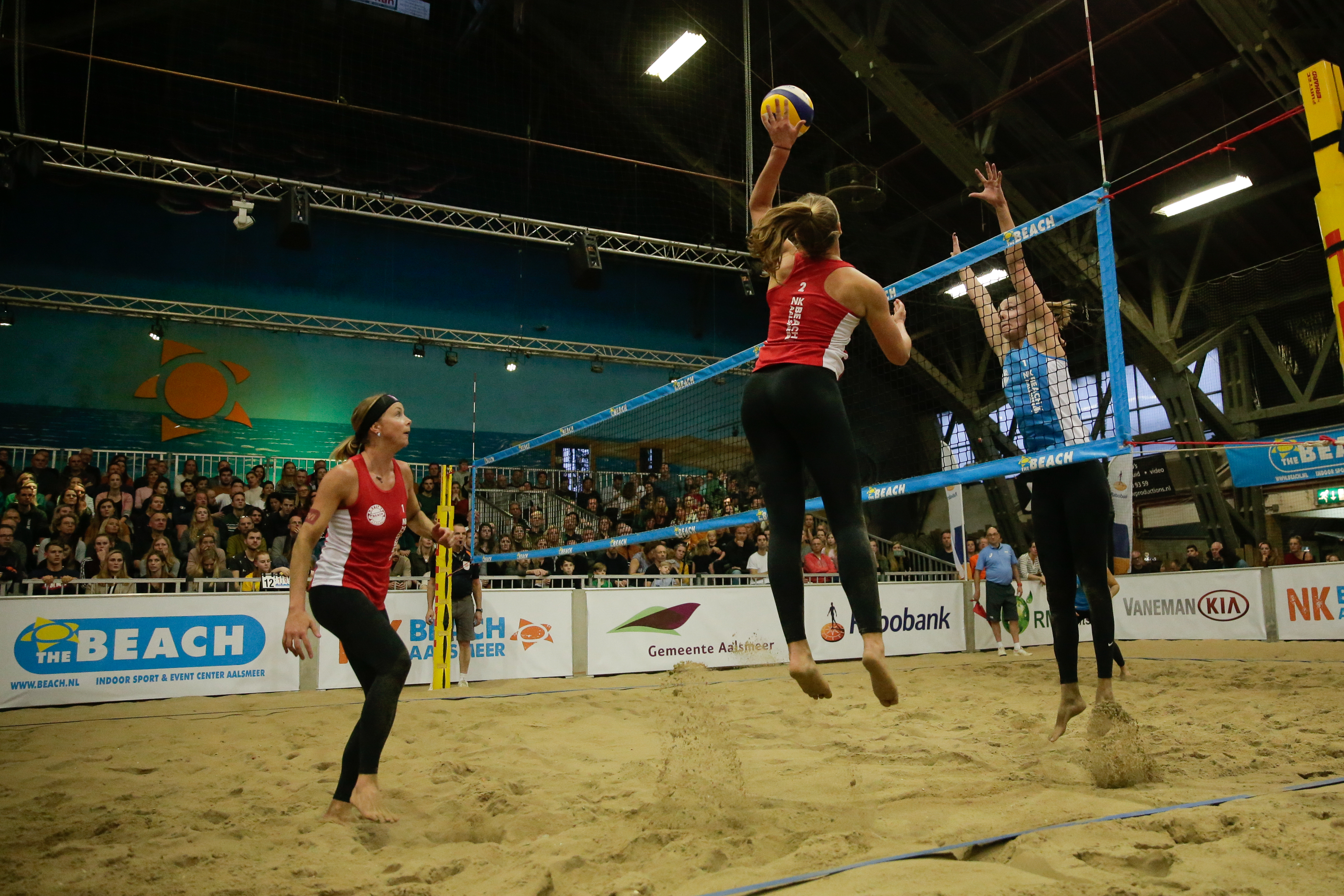
Finale bij de vrouwen (2019)

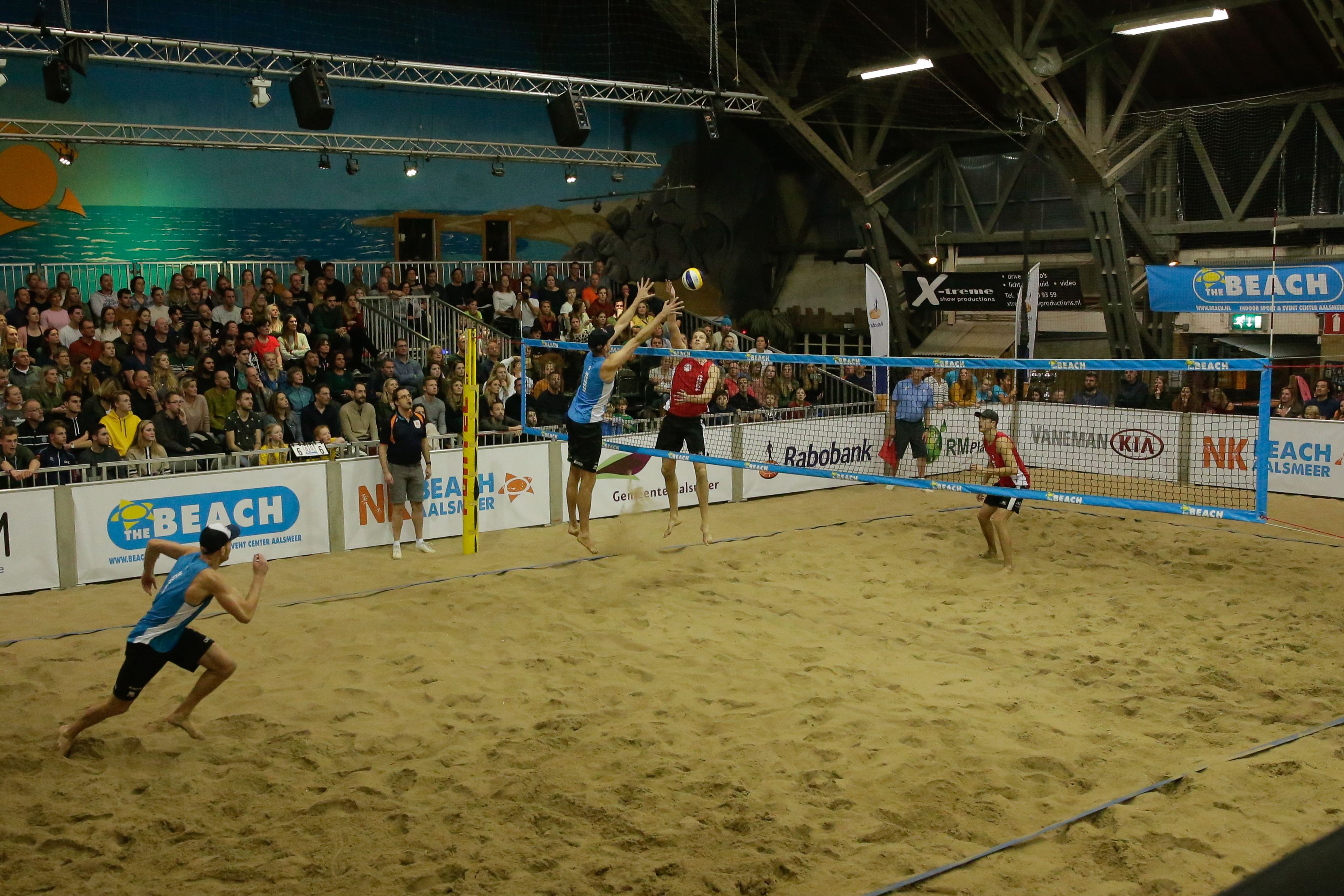
Finale bij de mannen (2019)

Als enige land in Europa organiseert Nederland sinds 2013 jaarlijks in januari de Nederlandse kampioenschappen beachvolleybal indoor. Het toernooi wordt sinds jaar en dag georganiseerd in The Beach in Aalsmeer. Op de vrijdag starten de kwalificatieronden voor de teams die geplaatst zijn op nr. 7 t/m 18, afhankelijk van de punten in de ranglijst. Hiervan gaan er 6 door naar het hoofdtoernooi dat op zaterdag van start gaat. 
De top 12 teams bij de vrouwen en de mannen strijden in twee dagen om de titel.

## Medaillewinnaars vrouwen
| Jaar | · Goud                                 | · Zilver                                 | · Brons                                                           |
| ---- | -------------------------------------- | ---------------------------------------- | ----------------------------------------------------------------- |
| 2021 | Maren de Jong / Noa Sonneville         | Desy Poiesz / Leanne van Vegten          | Wies Bekhuis / Brecht Piersma Sarah van Esch / Anique Tavenier    |
| 2020 | geen NK georganiseerd                  |                                          |                                                                   |
| 2019 | Emi van Driel / Madelein Meppelink     | Raïsa Schoon / Katja Stam                | Emma Piersma / Pleun Ypma Puk Stubbe / Julia Wouters              |
| 2018 | Marleen Ramond-van Iersel / Joy Stubbe | Emi van Driel / Raisa Schoon             | Sophie van Gestel / Marloes Wesselink Emma Piersma / Puk Stubbe   |
| 2017 | Laura Bloem / Marloes Wesselink        | Emi van Driel / Raïsa Schoon             | Jolien Sinnema/ Joy Stubbe Annemieke Driessen / Ilke Meertens     |
| 2016 | geen NK georganiseerd                  |                                          |                                                                   |
| 2015 | Floor Berden / Juliette van Duijnhoven | Elke Schuil / Mered de Vries             | Rimke Braakman / Julia Wouters Emi van Driel / Raïsa Schoon       |
| 2014 | Elke Schuil / Mered de Vries           | Roos van der Hoeven / Michelle Stiekema  | Juliëtte Mol / Marloes Wesselink Charlotte Hermans / Sanne Keizer |
| 2013 | Rimke Braakman / Jantine van der Vlist | Rebekka de Kogel-Kadijk / Jolien Sinnema | Francien Huurman / Marloes Wesselink Elke Schuil / Mered de Vries |

## Medaillewinnaars mannen
| Jaar | · Goud                                    | · Zilver                                    | · Brons                                                                       |
| ---- | ----------------------------------------- | ------------------------------------------- | ----------------------------------------------------------------------------- |
| 2021 | Dirk Boehlé / Mees Sengers                | Erik Nijland / Kyran Versteegen             | Niels Lipke / Hugo van Veen Bas van Gilst / Jonas Oudijk                      |
| 2020 | geen NK georganiseerd                     |                                             |                                                                               |
| 2019 | Alexander Brouwer / Robert Meeuwsen       | Christiaan Varenhorst / Steven van de Velde | Yorick de Groot / Matthew Immers Tom van Steenis / Sven Vismans               |
| 2018 | Alexander Brouwer / Robert Meeuwsen       | Jasper Bouter / Sven Vismans                | Mees Blom / Ruben Penninga Tom Feldkamp / Erik Nijland                        |
| 2017 | Alexander Brouwer / Christiaan Varenhorst | Mees Blom / Ruben Penninga                  | Jannes van der Ham / Robin Kalmeijer Dirk Boehlé / Tim Oude Elferink          |
| 2016 | geen NK georganiseerd                     |                                             |                                                                               |
| 2015 | Alexander Brouwer / Christiaan Varenhorst | Wessel Keemink / Sven Vismans               | Mees Blom / Tom van Steenis Marco Daalmeijer / Kees Spil                      |
| 2014 | Christiaan Varenhorst / Reinder Nummerdor | Wessel Keemink / Sven Vismans               | Dirk Boehlé / Michiel van Dorsten Marco Daalmeijer / Kees Spil                |
| 2013 | Reinder Nummerdor / Richard Schuil        | Wessel Keemink / Jeffrey van Wijk           | Marco Daalmeijer / Richard de Kogel Michiel van Dorsten / Steven van de Velde |